# Pinnacolo (geologia)
Un pinnacolo, torre, guglia, puntina o torre naturale in geologia è una singola colonna di roccia, isolata da altre rocce o gruppi di rocce, a forma di albero verticale o guglia.
Esempi sono l'Aiguille du Midi nel massiccio del Monte Bianco in Francia, la Barbarine di quasi 43 metri di altezza sul lato sud della collina di Pfaffenstein vicino a Königstein in Germania, o la Bischofsmütze, le Tre Cime di Lavaredo e le Torri del Vajolet nelle Dolomiti, che sono ricche di tali torri. Un'area di formazioni calcaree all'interno del parco nazionale di Nambung, vicino alla città di Cervantes, nell'Australia Occidentale, è anche conosciuta come deserto dei Pinnacoli.

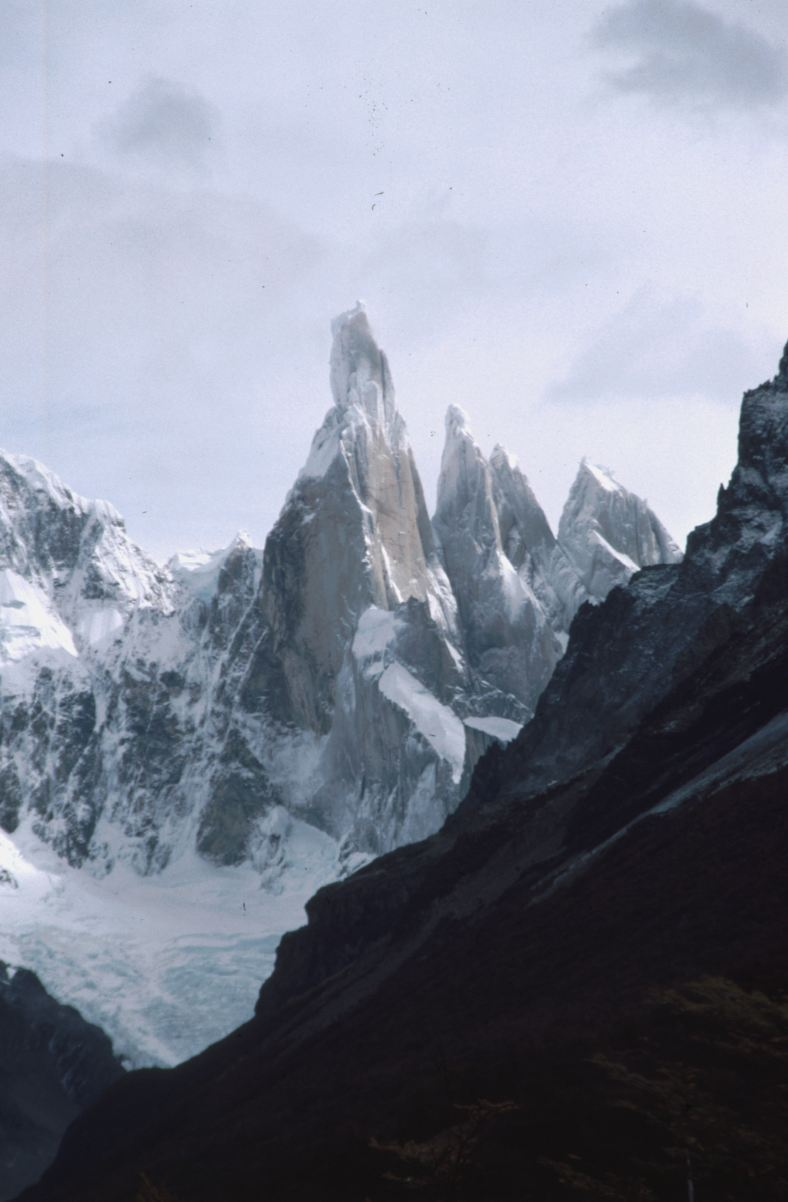
Cerro Torre 3 133 m (lato sud ~ 2 150 m), Patagonia, Argentina/Cile
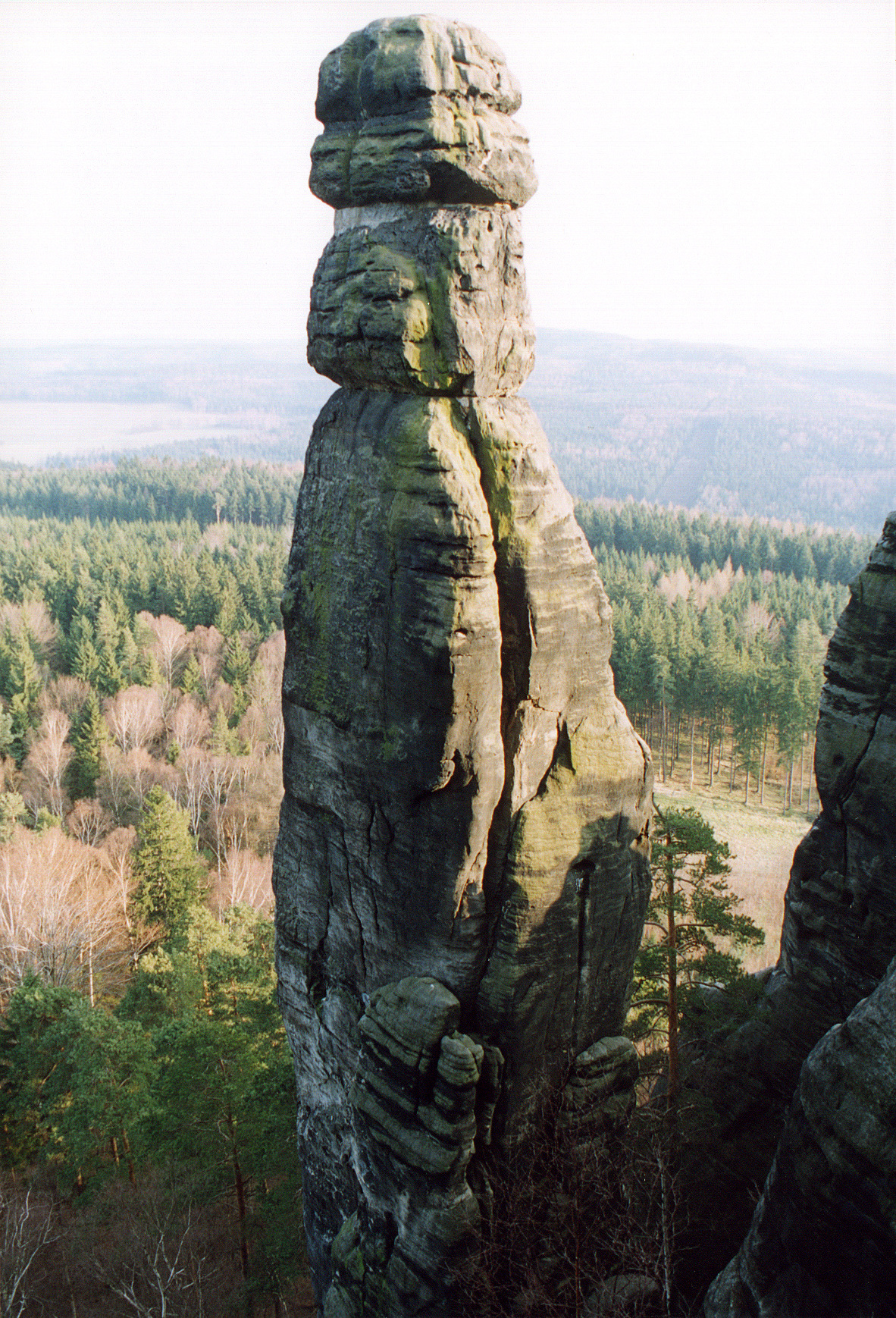
La Barbarine (43 m di altezza), Svizzera sassone, Germania
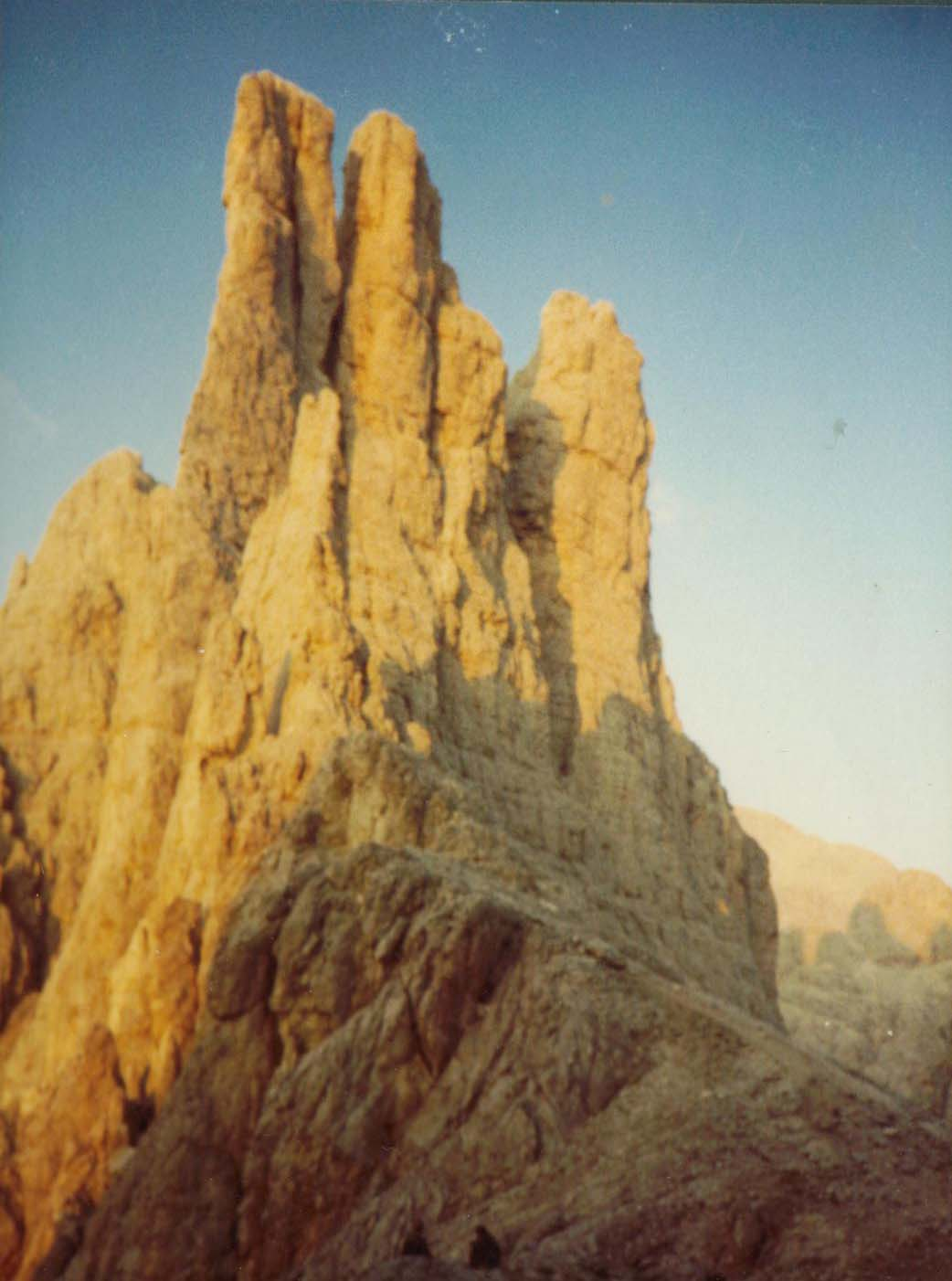
Le Torri del Vajolet 2 790 m (torre principale alta 120 m), Alto Adige, Italia
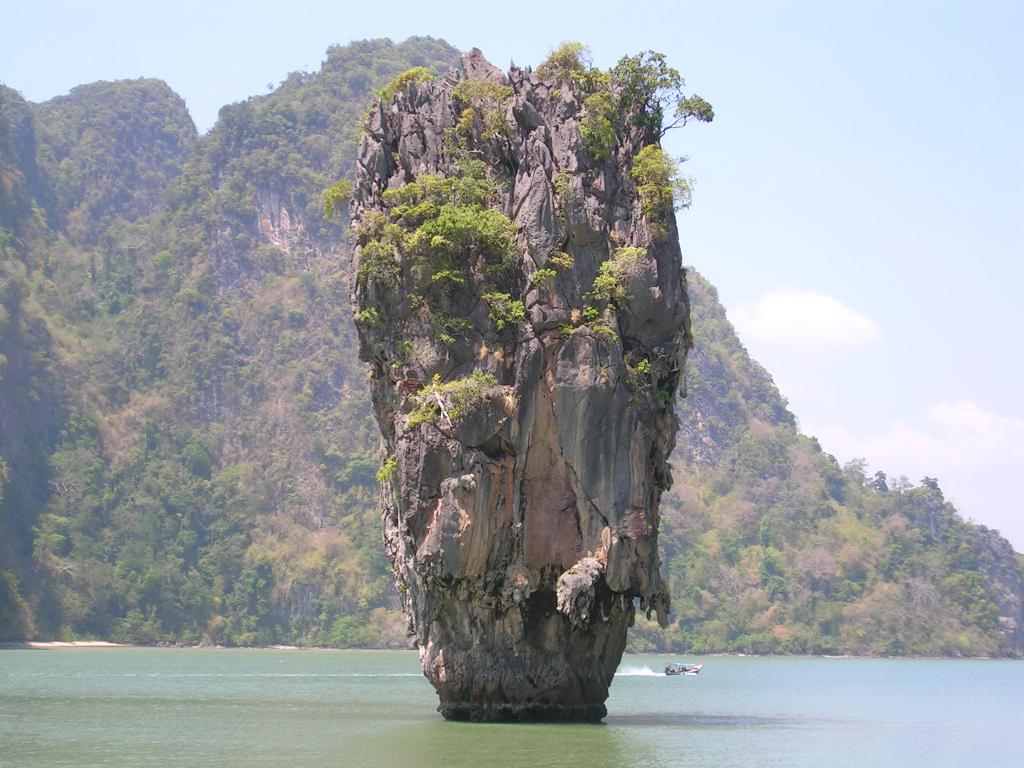
Khao Ta-Pu (conosciuta come James Bond Island) al largo di Khao Phing Kan, in Thailandia
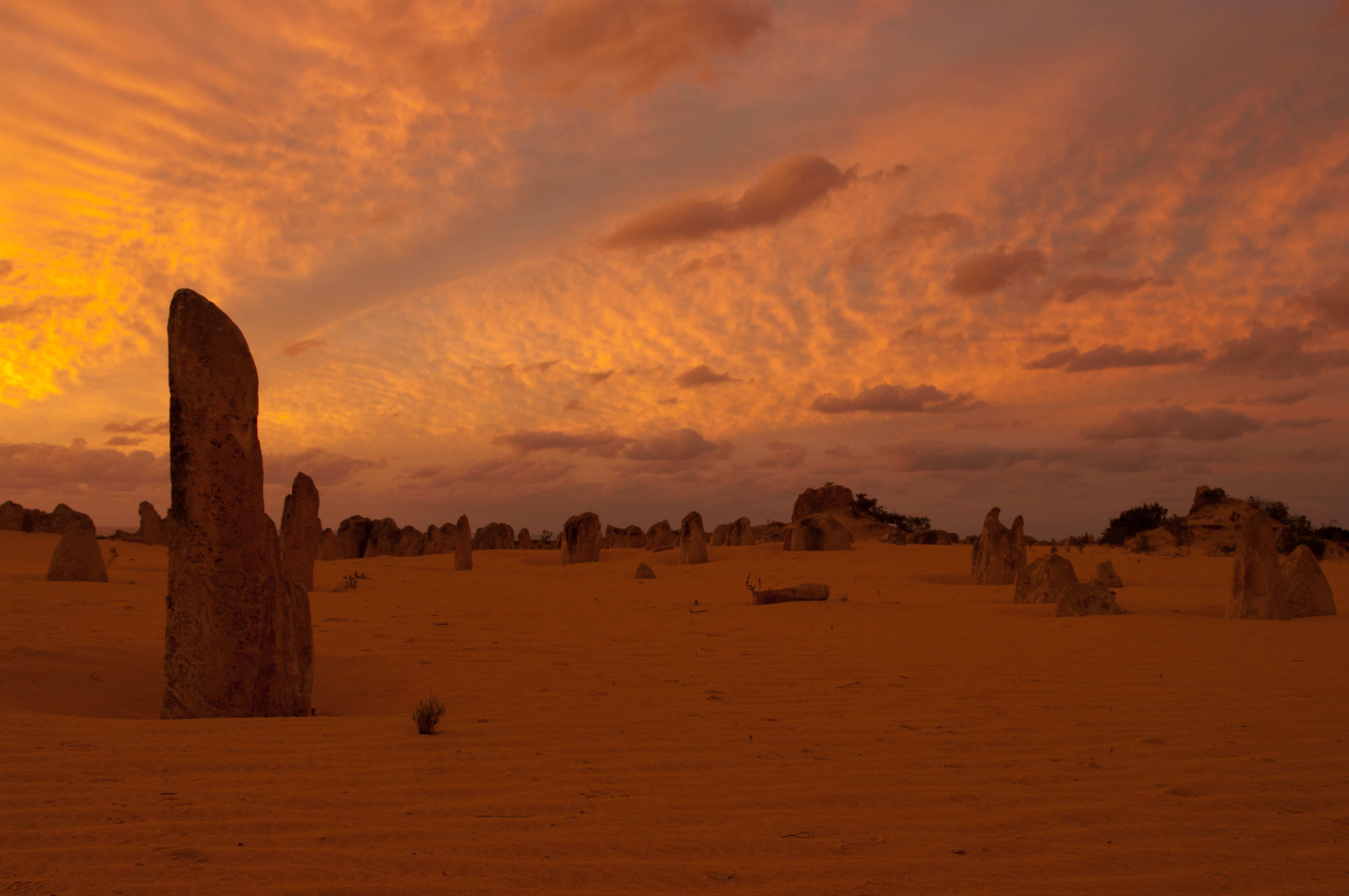
Deserto dei Pinnacoli, parco nazionale di Nambung, Australia Occidentale
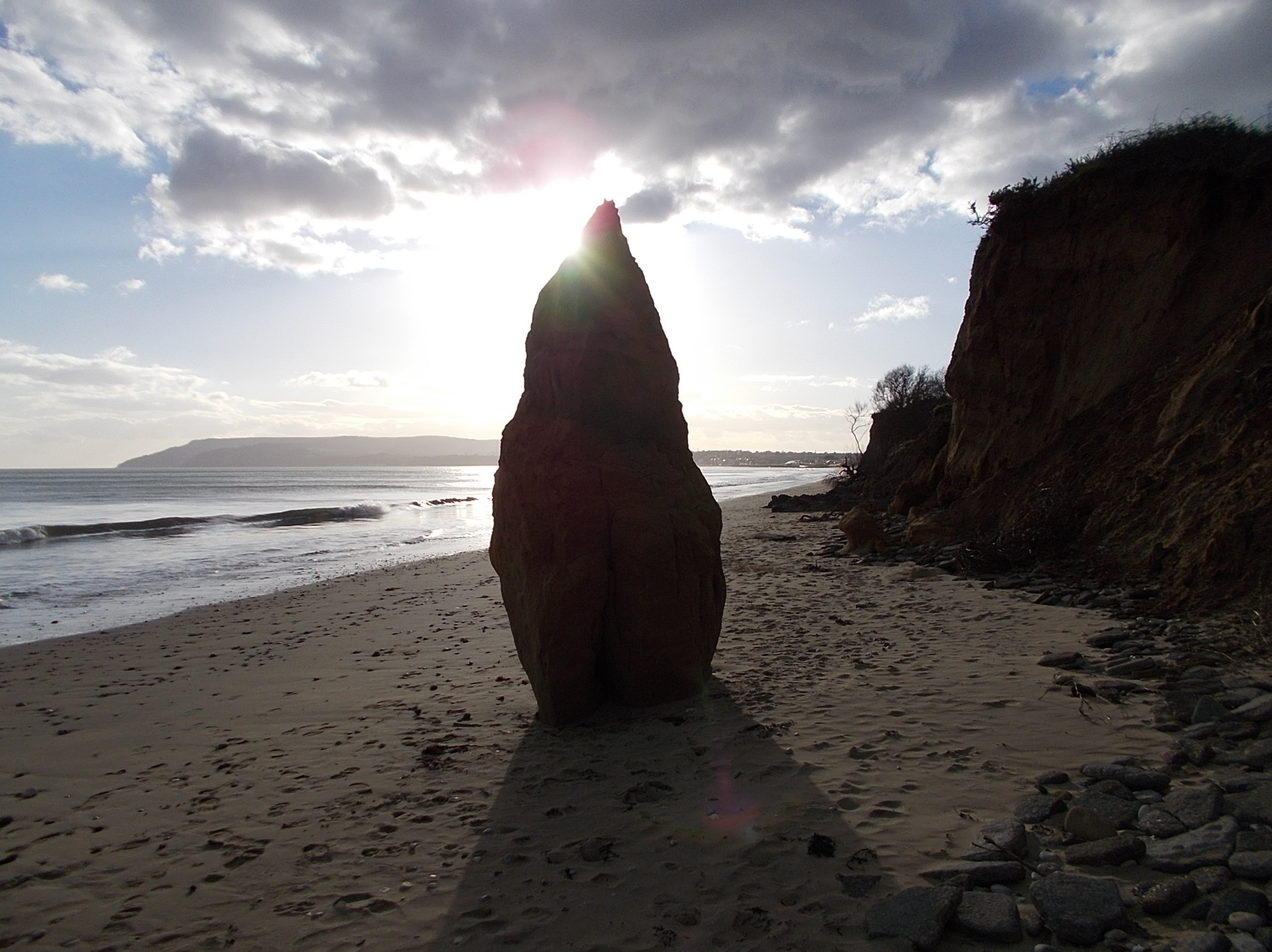
Piccolo pinnacolo di pietra arenaria a Yaverland, nell'isola di Wight, Regno Unito, formatosi a seguito dell'erosione della scogliera